# Laurent Fressinet
Laurent Fressinet (Dax, 30 novembre 1981) è uno scacchista francese.
Ottenne il titolo di Grande maestro nel 2000, all'età di 19 anni.
Ha raggiunto il massimo rating Elo in giugno 2015, con 2720 punti. È stato il terzo giocatore francese ad entrare nella lista dei "Super-GM" (con un rating di almeno 2700 punti).
È stato più volte vicecampione del mondo in diversi campionati giovanili: nel 1995 (secondo nel campionato del mondo U14), nel 1997 (secondo nel campionato del mondo U16) e nel 1999 (secondo nel campionato del mondo U18).
Ha fatto parte della nazionale francese in otto Olimpiadi degli scacchi dal 2000 al 2016.
Altri risultati:
- 2002 :  vince il campionato di Parigi (ripetuto nel 2005 e 2006);
- 2003 :  primo a Belfort, dietro a Michail Gurevič;
- 2004 :  primo ad Andorra; secondo nel campionato francese;
- 2006 :  secondo nel campionato francese;
- 2007 :  vince il campionato francese blitz;
- 2012 :  secondo nel Campionato europeo individuale.
- 2016 : in settembre vince la Medaglia d'Oro individuale alle Olimpiadi scacchistiche con la squadra della Francia; ha giocato in quarta scacchiera e ottenuto 7 punti .

Ha vinto due volte, nel 2003 e 2004, il campionato europeo per Club, con il circolo NAO Chess Club di Parigi.
È stato uno dei secondi del campione del mondo Magnus Carlsen durante il match mondiale svoltosi nel 2021 tra lo scacchista norvegese ed il russo Jan Nepomnjaščij.
È sposato con il Grande Maestro Femminile Almira Skripchenko.